# Milan Balažic
 (avril 2024).
Milan Balažic, né le 19 octobre 1958 à Ljubljana, est un homme politique, diplomate, écrivain et professeur slovène.